# 주취안 위성발사센터

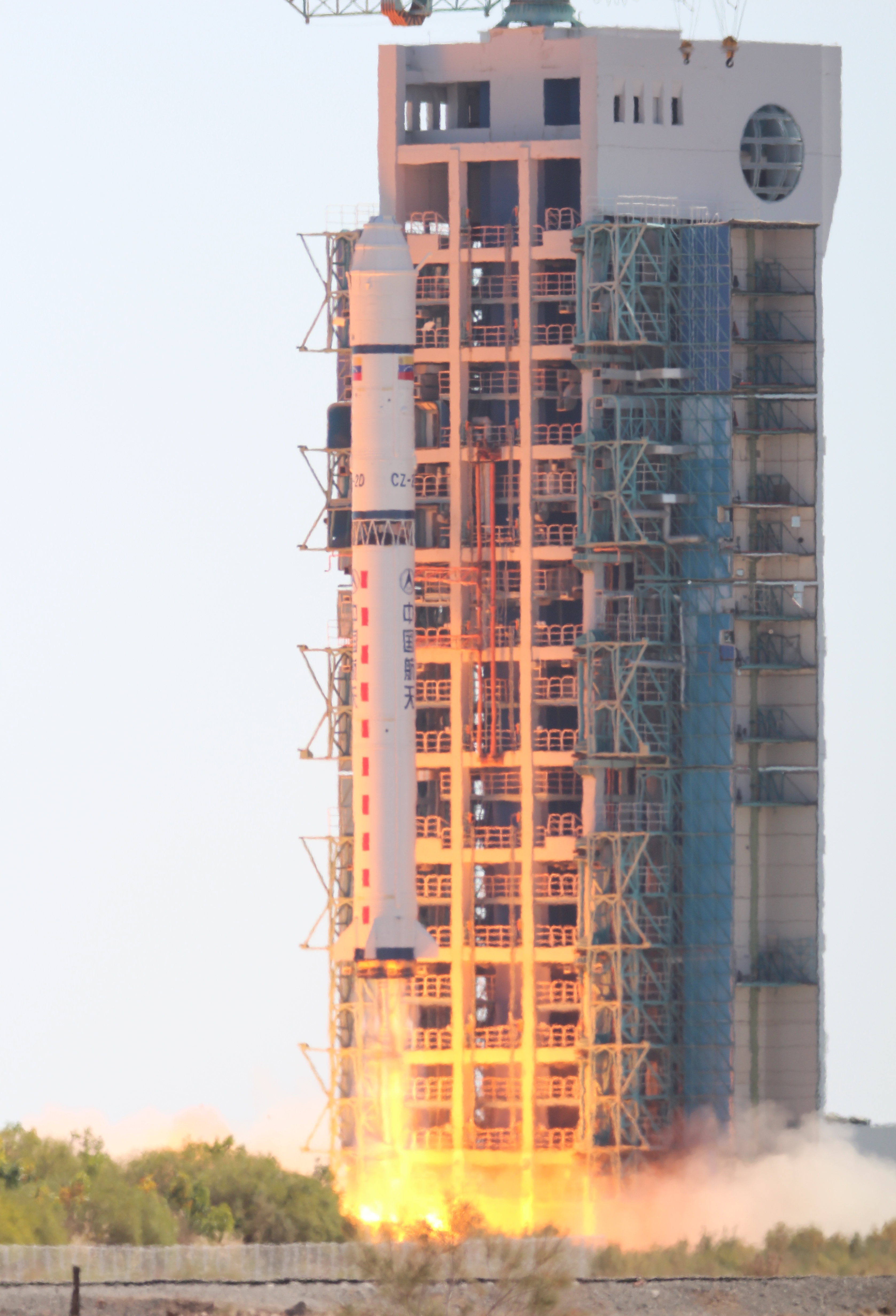
창정 2D 로켓이 발사되고 있다

주천(酒泉) 위성발사센터 혹은 주취안 위성발사센터(중국어: 酒泉卫星发射中心/酒泉衛星發射中心, 영어: Jiuquan Satellite Launch Center, JSLC)는 중국 간쑤성 주취안 시근교에 있는 위성 발사기지이다. 실제 우주선 발사기지는 주취안 시에서는 100km 넘게 떨어진 곳에 위치하고 있고, 명칭과는 달리 간쑤 성 지역이 아니라 내몽골 자치구의 아라산 맹 지역이다.

## 같이 보기
- 중국국가항천국